# Kirchberg (Lahn)

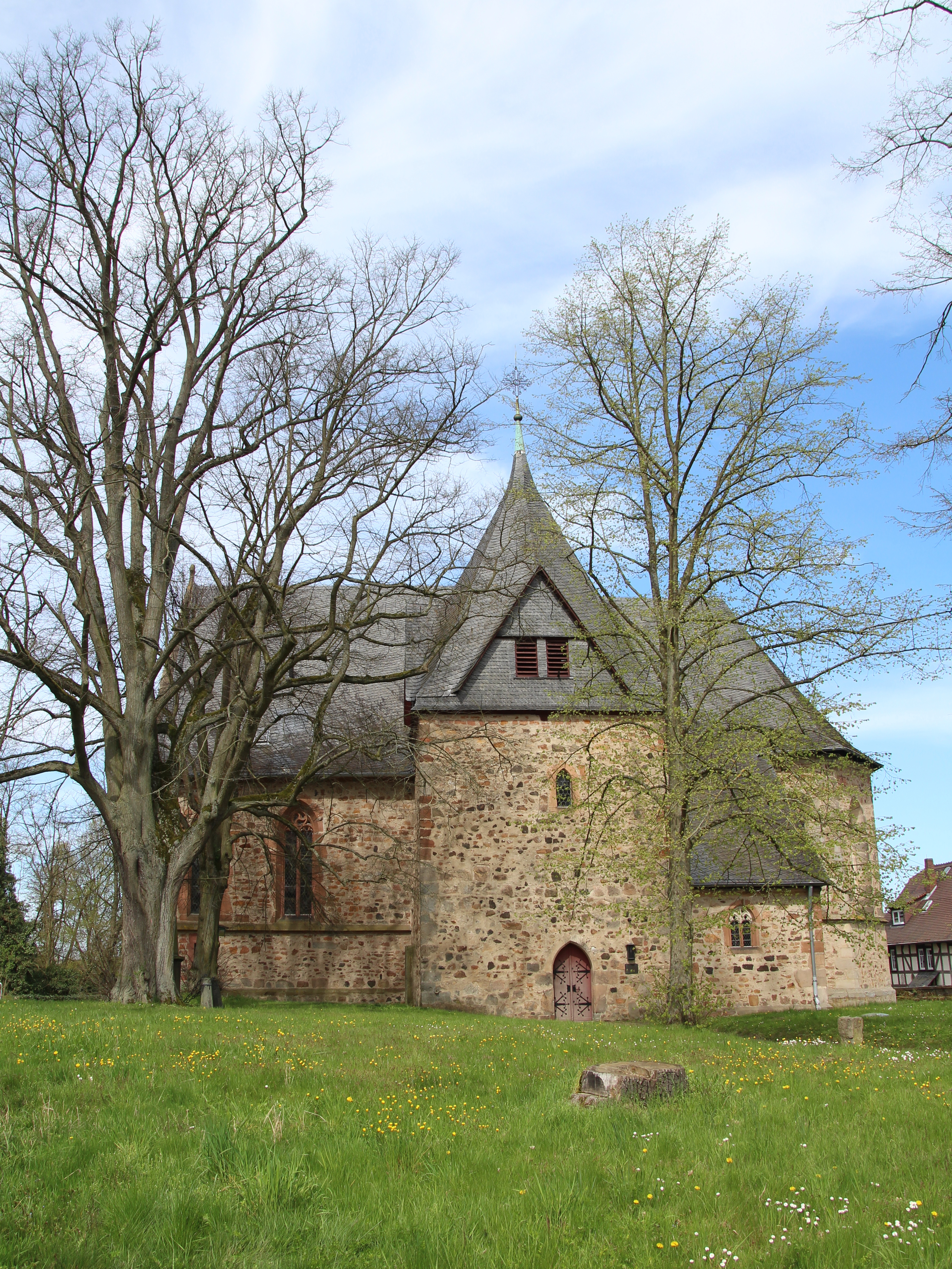
Südseite der Kirche

Der Lollarer Kirchberg erhebt sich östlich der Lahn gegenüber dem Dorf Ruttershausen, zu dessen Gemarkung er heute gehört. Kirchberg und Ruttershausen bilden einen Ortsteil der Stadt Lollar im Landkreis Gießen. Lollar liegt zwischen den Universitätsstädten Gießen und Marburg, 10 km nördlich von Gießen, 22 km südlich von Marburg.
Der Kirchberg wird erstmals in einer Urkunde von 1227 erwähnt. Vermutlich befand sich dort schon ein vorchristlicher Kult- und Gerichtsplatz, der dann während der Christianisierung Hessens im 8. Jahrhundert in eine christliche Kultstätte umgewandelt wurde. Diese Kirche wurde zur Mutterkirche des Kirchspiels Kirchberg, zu dem unter anderem die Orte Ruttershausen, Staufenberg, Lollar, Mainzlar, Daubringen, Wißmar, Salzböden und die heutigen Wüstungen Heibertshausen, Einshausen und Dickenbach gehörten. Außerdem war Kirchberg schon früh der Sitz eines Zentgerichts, urkundlich nachweisbar ist es 1237 ein Gerichtsort in der Grafschaft Ruchesloh.
Die kunstgeschichtlich bedeutsame Evangelische Kirche Kirchberg wurde 1495 bis 1508 als spätgotische Hallenkirche auf dem Kirchberg erbaut und beherbergt wertvolle Ausstattungsstücke. Dabei fanden Teile eines romanischen Vorgängerbaues, insbesondere der Turm, Verwendung. Die Glocken stammen aus den Jahren 1310, 1380 und 1432.

## Lage

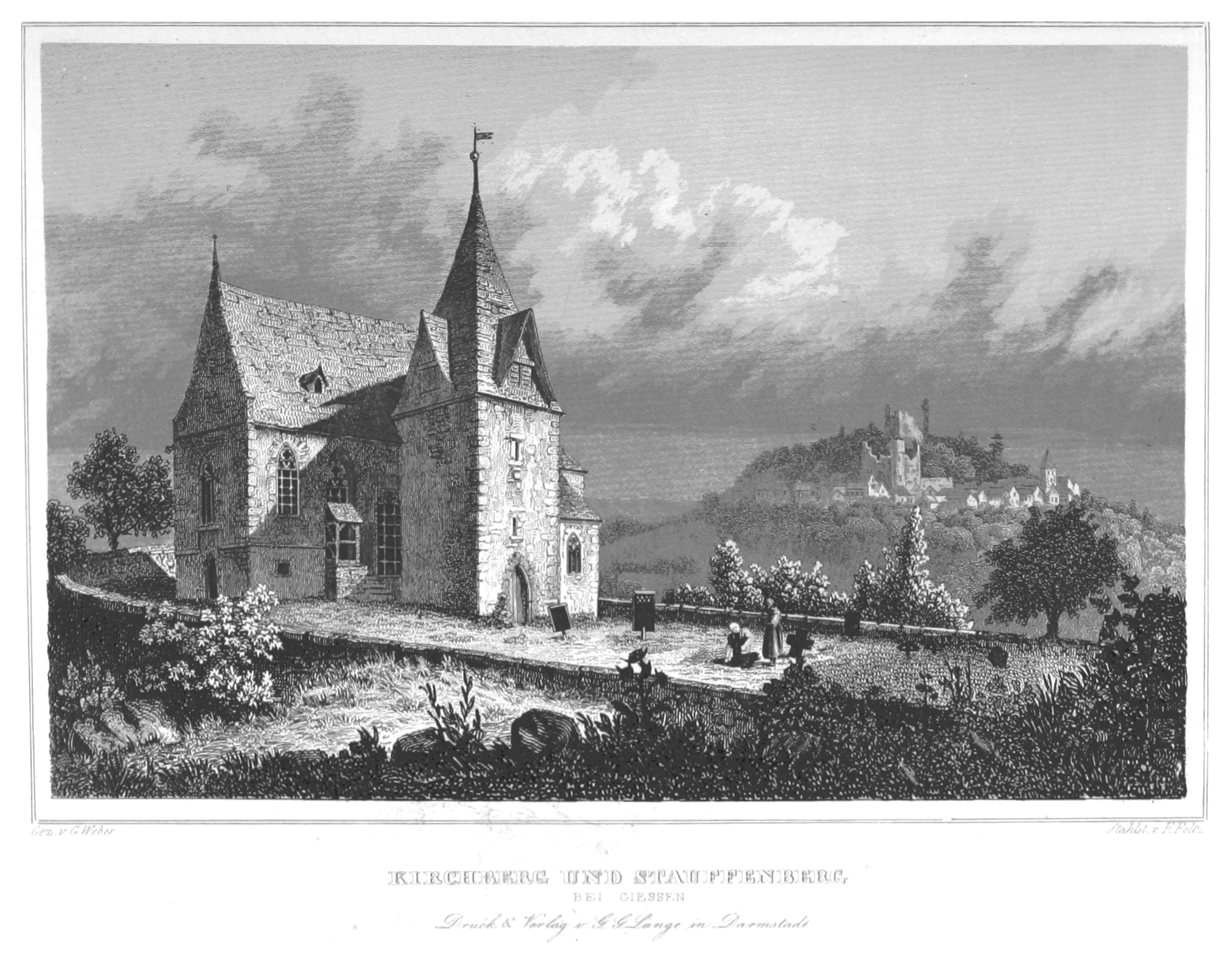
Kirchberg und Burg Staufenberg (G. Weber, 1844)

Gegenüber Ruttershausen erhebt sich auf dem östlichen Lahnufer unmittelbar aus der Lahnaue die steile Felskuppe des Kirchbergs. Die naturräumliche wie kultur- und politisch-geographische Lage lässt die Lahntalenge von Kirchberg zur deutlichen Abgrenzung zwischen dem Marburger und Gießener Lahntal werden.
Das gegenüberliegende Ruttershausen dürfte schon in fränkischer Zeit als Sicherung der hier den Fluss auf einer Furt querenden alten Höhenstraße Herborn–Amöneburg bestanden haben, die zwischen dem Altenberg und dem Lützenberg hindurch nach Ruttershausen–Kirchberg und weiter über Staufenberg führte, wo sie Anschluss an die „Langen Hessen“ fand.
Bis zum Bahnbau 1846/47 floss die Lahn in einem Bogen unmittelbar am Fuß des Kirchberger Kopfes vorbei, so dass zwischen diesem und Ruttershausen eine breite Aue lag, von der aus bei Hochwasser das auf der Niederterrasse gelegene Dorf oft überschwemmt wurde. Mit dem Abschneiden der Flussschlinge durch die Bahntrasse wurde ein neuer, geradliniger Verlauf erzielt, der Kirchberg ist seitdem durch die Bahntrasse von der Lahn getrennt. Dadurch kommt die einst hervorgehobene Lage des Kirchbergs heute nicht mehr voll zur Geltung, die ihn wahrscheinlich schon in fränkischer Zeit zu einer Gerichts- und Kultstätte prädestinierte.

## Geschichte

### Vor der urkundlichen Ersterwähnung 1227
Das untere Lumda- und Salzbödetal mit der Lahntalenge von Ruttershausen–Kirchberg in fränkischer Zeit einen Hundertschaftsbezirk oder eine „Zent“ gebildet haben, deren Namen nicht mehr bekannt ist und die später zur „Zent Kirchberg“ wurde. Als unterste Verwaltungseinheit lebte die Zent als „Zentgericht Kirchberg“ (später Lollar) bis in die Neuzeit weiter. Wahrscheinlich umfasste die alte Zent die Orte Ruttershausen, Lollar, Mainzlar, Daubringen, Odenhausen, Salzböden, Wißmar, die heutigen Wüstungen (also aufgegebenen Ortschaften) Einshausen, Dickenbach, Neudorf, Ernsdorf, Burscheid, später kamen noch Friedelhausen, Heibertshausen und die Burgsiedlung Staufenberg hinzu. Die Lahn teilte den Zentbezirk in zwei fast gleich große Gebiete, sie stellte allerdings kaum ein Verkehrshindernis dar, da man sie an vielen Stellen mühelos auf Furten überqueren konnte, wenn nicht gerade Hochwasser herrschte.
Es ist bekannt, dass die ersten christlichen Missionare an die Sitten und Kultplätze der germanischen Vorfahren anknüpften, um den Widerstand gegen den neuen Glauben zu verringern. Deshalb wurden Kirchen häufig an der Stelle älterer Kultgebäude errichtet. Die erste aus Holz erbaute Kapelle sollen iro-schottische Mönche unter Lullus, einem Schüler des Bonifatius, schon zwischen 770 und 780 auf der später Kirchberg genannten Erhebung errichtet haben. Einen Beleg gibt es dafür nicht.
Die alte Zent Kirchberg war zunächst ein Teil des Oberlahngaus mit dem Verwaltungssitz Amöneburg. Um das Jahr 1000 gehörte das Kirchberger Gebiet zur Grafschaft Gleiberg, die sich aus dem alten Gau herausgebildet hatte und seit etwa 1150 in selbständige Herrschaftsgebiete zerfiel. Wahrscheinlich wurde das Kirchspiel Kirchberg vom Erzbistum Mainz aus etabliert, es gehörte lange Zeit zum Archidiakonat Mainz. Somit bildete die Kirchberger Flussenge schon früh einen Mainzer Sperrriegel zwischen der einstigen Grafschaft Gleiberg bzw. dem späteren Territorium der hessischen Landgrafen mit ihrem Hauptsitz in Marburg.
In seiner für die Siedlungs- und Territorialentwicklung wesentlichen Bedeutung als frühestes Kirchspielzentrum an der Nordbegrenzung des Gießener Beckens ist Kirchberg das Gegenstück zu Großen-Linden für das südliche Gießener Becken. Die territorialen Auseinandersetzungen um diese Schlüsselstelle zwischen Mainz und Hessen verlagerten sich im 14. Jahrhundert auf eine solche zwischen Hessen und Nassau.
Die Grafschaft Gleiberg – zu der die Zent Kirchberg gehörte – fiel im Jahre 1158 an die Merenberger. Diese hatten einen Witwensitz in Odenhausen und besaßen Güter in Odenhausen, Ruttershausen und Neuendorf (siehe auch Burgstall Kirchberg).

### Von der Ersterwähnung bis zur Reformation
- 1227 In einer Gerichtsurkunde vom 2. März 1227 unterschreibt der Plebanus (Gemeindepfarrer) Reinherus de Kyrberg als Zeuge in einem Rechtsstreit.[1] Damit wird Kirchberg erstmals urkundlich erwähnt, außerdem die dortige Existenz eines Pfarrsitzes bestätigt. Kirchberg gehörte kirchenorganisatorisch zum Dekanat Amöneburg im Archidiakonat des Propstes von St. Stephan im Erzbistum Mainz und war Mittelpunkt eines Sendbezirks. Die Sendkirchen stellen in der Regel die älteste Schicht der Pfarrorganisation dar. Der Zeitpunkt der Gründung der Pfarrei Kirchberg ist nicht bekannt.

- 1237 Im 13. Jh. zählten Daubringen, Lollar, Mainzlar, Ruttershausen, Staufenberg Odenhausen, Salzböden, Wißmar und mehrere später aufgegebene Dörfer (Wüstungen) zum Kirchspiel Kirchberg. 1237 ist Kirchberg urkundlich als Gerichtssitz (Zentgericht) in der Grafschaft Ruchesloh nachgewiesen. Historisch wird Kirchberg damit innerhalb von zehn Jahren – 1227 und 1237 – sowohl in seiner kirchlichen Funktion als Sendkirche und Mittelpunkt eines Kirchspiels als auch in seiner weltlichen Bedeutung als Zentgericht greifbar.

- 1327 Kirchberg hat gegenüber anderen Kirchspielen eine herausgehobene Bedeutung erlangt. Der damalige Pfarrer stand im Range eines Dekans. Fast genau 100 Jahre nach ihrer ersten urkundlichen Erwähnung erfuhr die Kirche zu Kirchberg im Jahre 1327 eine besondere Auszeichnung: für sie wurde ein gesiegelter Ablassbrief auf Pergament von Papst Johannes XXII. in Avignon ausgestellt. (Für Gottesdienstbesuche und das dreimalige Beten des Ave Maria beim Nachtgeläut wird ein 40-tägiger Ablass erteilt.)

- 1333 Die Grafschaft Gleiberg – und damit Kirchberg – fällt an den Grafen Johann von Nassau-Weilburg.

- 1366 Johann von Nassau lässt eine Burg bei Kirchberg bauen: zum Schutze seiner Liegenschaften, auch um die hessische landgräfliche Verbindungsstraße zwischen Gießen und Marburg zu überwachen und sich den eigenen nördlichen Amts- und Botenweg nach Treis und Londorf zu sichern. Heinrich II. von Hessen, „der Eiserne“, sah die neue Burg bei Kirchberg als eine Bedrohung an. Bereits im Jahre 1372 griff er die Burg an, zerstörte sie und machte „20 wehrhafte Mannen“ zu Gefangenen. (Reste des Mauerwerks der Burg wurden 1846 bei der Lahnbegradigung gefunden.) 1367 wurde in Kirchberg erstmals eine Schule errichtet, die jedoch nur wenige Jahre Bestand hatte und wohl auch den Zerstörungen von 1372 zum Opfer fiel.

- 1396 Die Orte Wißmar, Odenhausen und Salzböden gehören nicht mehr zur Zent Kirchberg, sie umfasst nur noch Lollar, Ruttershausen, Mainzlar und Daubringen. Die Zent gerät immer mehr in die Territorialpolitik der hessischen Landgrafen, die die Verbindungswege ihres Widersachers, des Erzbischofs von Mainz, zu seinen Besitzungen an Ohm und Eder zu unterbinden suchten.

- 1450 Der Sendbezirk (Sedes) Kirchberg umfasste im 15. Jahrhundert nach dem Synodalregister des Archidiakonats St. Stephan in Mainz die Siedlungen Burscheid, Daubringen, Dickenbach, Heibertshausen, Kirchberg, Lollar, Mainzlar, Odenhausen, Ruttershausen und Wißmar sowie Salzböden. Die kirchliche Bedeutung Kirchbergs kann sich also deutlich besser behaupten als die weltliche des Zentgerichts, das immer mehr zusammenschrumpft und dessen Sitz schließlich nach Lollar verlagert wird.

- 15. und 16. Jh. Im 15. und 16. Jahrhundert befand sich das Gericht Kirchberg unter der gemeinsamen Landesherrschaft der Landgrafschaft Hessen und der Grafschaft Nassau-Weilburg (Gemeines Land an der Lahn). Als Pfarrei war Kirchberg mit folgenden Rechten und Funktionen ausgestattet: Seelsorge (cura animarum), Taufe (baptisterium), Begräbnis (cimiterium oder sepultura) und Zehnterhebung. Das starke Interesse an Kirchberg kann nur mit der gehobenen kirchenrechtlichen Stellung der Kirche, mit der Funktion und Tradition als Sendort und als frühe Pfarrkirche begründet werden. Kirchberg war mit seinem Friedhof der Begräbnisort für sämtliche Orte des Kirchspiels.

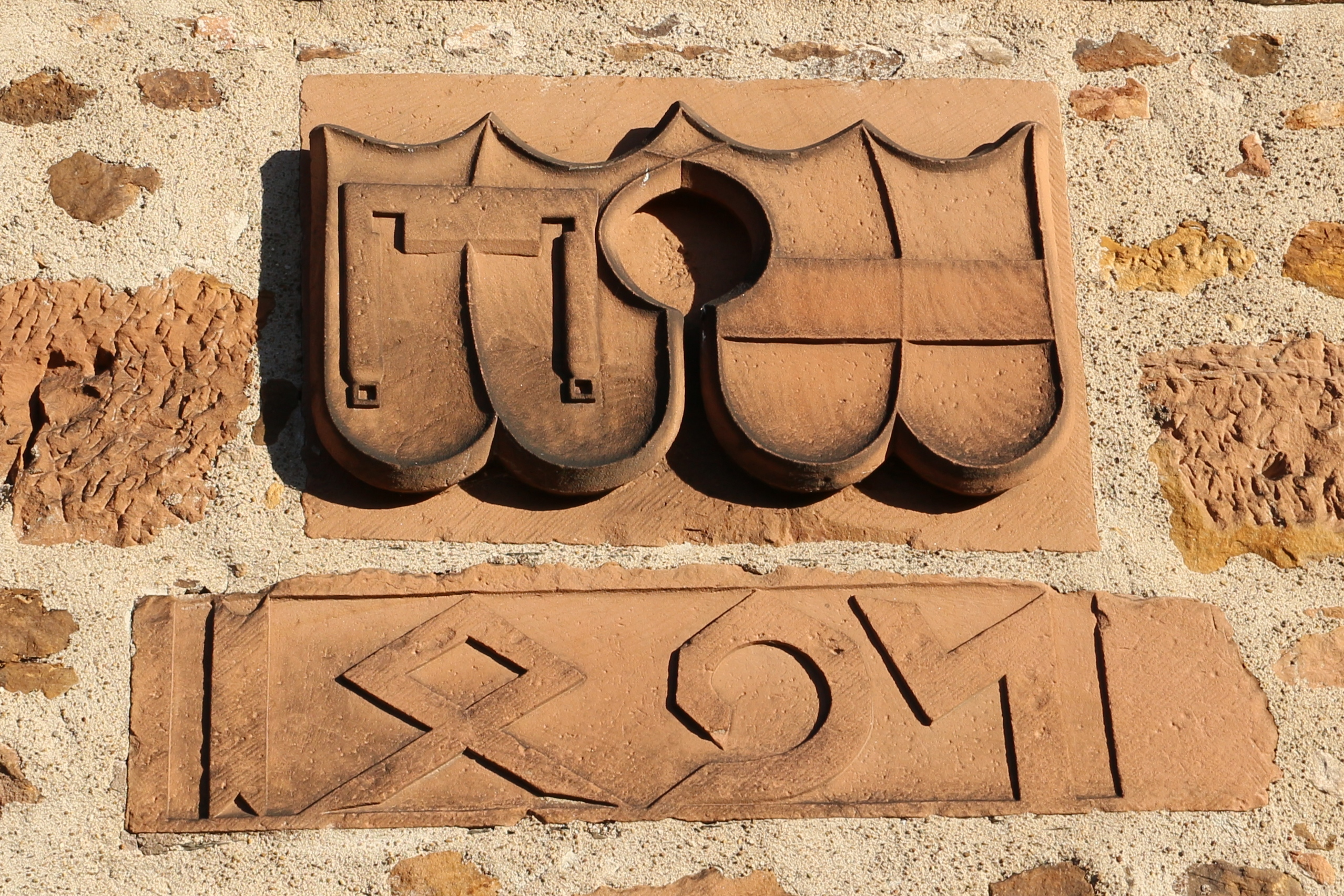
Westportal der Kirche mit Bauinschrift von 1495, Doppelwappen der Schabe und Rau

- 1495–1508 Die heutige spätgotische zweischiffige Hallenkirche in Kirchberg wird erbaut. Dabei werden Teile des romanischen Vorgängerbaues, insbesondere des Turmes und Langhauses, verwendet, ebenso die Glocken aus dem 14. und 15. Jh. Bauherren bzw. Stifter waren Burgmannen der Burg Staufenberg: die Leitung hatten die Schabe von Staufenberg, hinzu kamen die Herren Rau von Holzhausen, von Rolshausen, Milchling von Treis, von Trohe und die Grafen von Ziegenhain, deren sechsstrahliger Stern zweimal am Bau erhalten geblieben ist. (Siehe auch die Beschreibung der spätgotischen Hallenkirche.)

### 16.–18. Jahrhundert
- 1526 Der Anstoß zur Einführung der Reformation in Kirchberg ist in engem Zusammenhang mit der Reformation der Landgrafschaft Hessen durch Philipp den Großmütigen in den Jahren seit 1526 zu sehen. Da Kirchberg gemeinschaftlich von Hessen und Nassau verwaltet wurde (Gemeines Land an der Lahn), ist aber auch der Einfluss Graf Philipps III. von Nassau-Weilburg zu berücksichtigen, der in seiner Grafschaft erst nach 1532 mit der Einführung der Reformation begann. Als „Reformator von Kirchberg“ wird Pfarrer Heiderich Grebe (ca. 1485 bis ca. 1536) genannt.

- 1532 Im Pfarrwäldchen wird ein Siechenhaus für die Kranken (Siechen) des Gerichts Kirchberg erbaut. Der Hof, der jetzt der Familie Geißler gehört, wird ebenfalls schon früh erwähnt.

- 1570 Aus dem Zentgericht Kirchberg wird das Gericht Lollar-Kirchberg, der Gerichtsort wird nach Lollar verlagert.

- 1576 Im Kirchspiel Kirchberg wütet die Pest. Zum Kirchspiel gehören nur noch Daubringen, Lollar, Mainzlar, Ruttershausen und Staufenberg.

- 1585 Das Gemeine Land an der Lahn wird zwischen Hessen-Marburg und Nassau-Weilburg aufgeteilt. Damit geht das Gericht Kirchberg-Lollar in den alleinigen Besitz von Hessen-Marburg über.

- 1591 Wilhelm Dilich veröffentlicht in diesem Jahr seine Synopsis descriptionis totius Hassiae mit 50 Federzeichnungen hessischer Städte. Darunter befindet sich auch eine Ansicht von Staufenberg mit dem Kirchberg, der Lahn und Ruttershausen im Vordergrund. Auf dieser Zeichnung, gleichzeitig die älteste Ansicht des Kirchbergs, sieht man bereits eine Brücke über die Lahn und in Ruttershausen den Turm des adeligen Gutshofes.

- 1604 Nach dem Tod von Landgraf Ludwig IV. wird die Landgrafschaft Hessen-Marburg unter seinen beiden Neffen, den Landgrafen von Hessen-Kassel und Hessen-Darmstadt, aufgeteilt. Das Gericht Kirchberg gehört seitdem zu Hessen-Darmstadt. Um das oberhessische Erbe werden in der Folge langwierige kriegerische Auseinandersetzungen („Hessenkrieg“) zwischen Hessen-Kassel und Hessen-Darmstadt geführt.

- 1618–1648 Der Dreißigjährige Krieg trifft auch das Kirchspiel Kirchberg mit verheerenden Folgen. Im Kirchspiel wütet die Pest, 1629 derart massiv, dass die Toten nicht mehr registriert werden, 1635 sterben mehr als 250 Personen daran. 1636 lagern hier schwedische Truppen, 1640 fügen bayrische Truppen den umliegenden Dörfern großen Schaden zu.

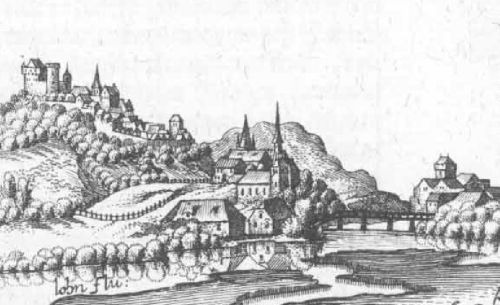
Ansicht von 1655. In der Bildmitte die heutige Ev. Kirche und die 1658 abgebrochene Michaeliskapelle – letztere durch den höheren Turm erkennbar

- 1645–1648 Gegen Ende des Dreißigjährigen Krieges kulminiert die Auseinandersetzung um das oberhessische Erbe im regionalen Hessenkrieg. Dabei wird Ruttershausen bis auf wenige Gebäude eingeäschert und auf dem Kirchberg der Pfarrhof verwüstet. Im Laufe dieser kriegerischen Auseinandersetzung wird auch die Burg Gleiberg zerstört (1646) und am 27. Mai 1647 die Staufenberger Oberburg „sambt dem Thurm gantz übern Haufen geworfen und eingeäschert“. Die Bevölkerung des Kirchspiels wird durch die Kriegsfolgen dezimiert.

- 1658 Die Michaeliskapelle auf dem Friedhof wurde abgebrochen. Sie hatte einen höheren Turm als die Kirche. Nach der Einführung der Reformation (1527) war die Kapelle aufgegeben worden.

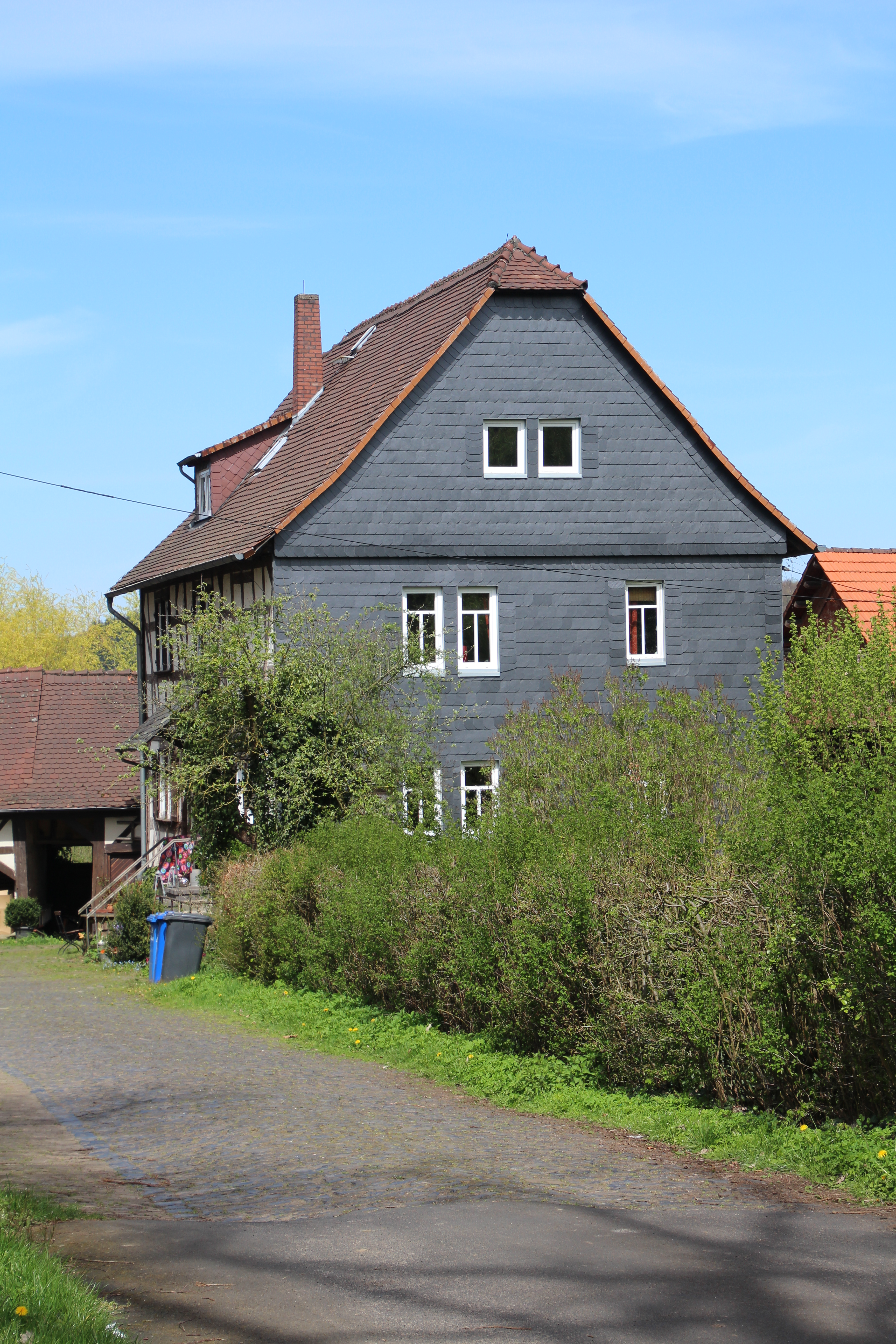
Pfarrhaus

- 1708 Das jetzige Pfarrhaus wurde erbaut.

- 1756–1763 Der Siebenjährige Krieg trifft auch Oberhessen hart. Im August 1757 marschiert eine 15.000 Mann starke Armee durch das Kirchspiel Kirchberg. 1758 kommt es zu einem Scharmützel vor der Tiefenbach. 1759 liegen sich über vier Monate lang Franzosen auf der linken Lahnseite und Engländer und Braunschweiger auf dem rechten Lahnufer gegenüber. Obwohl es dabei zu keinen Kampfhandlungen kommt, ist der Schaden groß.

- 1781 Werden Kirchberg und Ruttershausen gemeinsam verwaltet.

- 1794–1814 Im Verlauf der französischen Revolutionskriege, später der Napoleonischen Kriege, kommt es über Jahre hinweg immer wieder zu Truppendurchmärschen und Einquartierungen der verschiedenen Kriegsparteien. Nach der Völkerschlacht bei Leipzig (Oktober 1813) übernachtet Napoleons Bruder Jerôme („König Lustig“) auf der Flucht vor den Truppen der Verbündeten im damaligen Gasthaus „Zum Adler“ in Kirchberg (Hausname „Wirtsbauer“).

### 19. und 20. Jahrhundert
- 1805–1849 Mit Johann Georg Ludwig Klingelhöffer (1772–1854) hat Kirchberg seinen bedeutendsten Pfarrer im 19. Jahrhundert.

- 1815 Deutschland wird auf dem „Wiener Kongreß“ neu geordnet. Kirchberg verbleibt bei dem 1806 gegründeten Großherzogtum Hessen, der vormaligen Landgrafschaft Hessen-Darmstadt.

- 1846 Der Bau der Main-Weser-Bahn beginnt. Für den Bahnbau wird die Lahn bei Ruttershausen-Kirchberg begradigt und fließt seitdem nicht mehr direkt am Kirchberg, sondern geradlinig näher an Ruttershausen vorbei. 1850 fährt der erste Zug in Lollar ein.

- 1901 Eine 1853 erbaute Holzbrücke über die Lahn wird abgerissen und durch die heute noch bestehende Steinbrücke ersetzt.

- 1914–1918 Im Ersten Weltkrieg fallen insgesamt 30 junge Männer aus Ruttershausen und Kirchberg an den Fronten. Mit der Abschaffung der Monarchie und Abdankung des Großherzogs gehört Kirchberg nun zu dem aus dem Großherzogtum hervorgegangenen Volksstaat Hessen.

- 1946 Nach dem Ende des Zweiten Weltkrieges änderte sich die konfessionelle Zusammensetzung der Bevölkerung, die Neuaufgenommenen waren fast durchweg katholisch. Die evangelischen Gemeinden stellten ihre Kirchen den katholischen Glaubensbrüdern für Gottesdienste und Taufen zur Verfügung.

- 1946 Die ersten Heimatvertriebenen und Flüchtlinge treffen ein. Sie werden zunächst in Ruttershausen sowie in speziell dafür errichteten Behelfsheimen in Kirchberg einquartiert. Kirchberg gehört nun zum von der amerikanischen Militärregierung neu gebildeten Land Hessen.

- 1949 Die Pfarrassistentenstelle „Kirchberg II mit Sitz Lollar“ wird zur Pfarrei aufgewertet, da Lollar inzwischen 4.000 Einwohner hatte. Ein eigener Kirchenvorstand beschloss als erstes den Bau eines Pfarrhauses in der Daubringer Straße.

- 1950 Bei der Umorganisation der Evangelischen Landeskirche von Hessen und Nassau schuf man 1950 als Teil des Visitationsbezirks Oberhessen ein neues Dekanat Kirchberg, das mit dem alten Kirchspiel nur den Namen gemeinsam hat, denn es umfasst nicht nur das untere, sondern auch das mittlere Lumdatal sowie die Wiesecker Talschaft.

- 1976 Am 31. August 1976 wird eine selbstständige Kirchengemeinde Kirchberg-Rutterhausen eingerichtet.

- 1988 In Ruttershausen wird das Gemeindezentrum der Evangelischen Kirchengemeinde in der Hellenbergstraße eingeweiht.

- 1991 Die „Querspange“, eine neue Verbindung zwischen Ruttershausen und der Kernstadt Lollar, wird fertiggestellt. Sie überbrückt die Bahntrasse und die Lahn. Der alte Bahnübergang zwischen Ruttershausen und Kirchberg wird geschlossen, die Kirchberger Lahnbrücke verliert weitgehend ihre Bedeutung.

### Historische Namensformen
In erhaltenen Urkunden wurde Kirchberg unter den folgenden Ortsnamen erwähnt (in Klammern das Jahr der Erwähnung):
- Kyrberg, de (1226) [Kopiar Gudenus, Codex diplomaticus sive anecdotorum 2 S. 634 = Falck, Mainzer Regesten 1, Nr. 545, S. 299]
- Kyrberg, de (1227) [Kopiar Gudenus, Codex diplomaticus sive anecdotorum 2 S. 53 f. Nr. 34 = Falck, Mainzer Regesten 1, Nr. 573, S. 312]
- Kirchberg, in (1329) [Wyss, Urkundenbuch der Deutschordens-Ballei 2, Nr. 533]

### Verwaltungsgeschichte im Überblick
Die folgende Liste zeigt die Staaten und Verwaltungseinheiten, denen Kirchberg angehört(e):
- 1237 und 1396: eigenes Gericht Kirchberg, zwischenzeitlich nach Lollar verlegt, 1412 mit Staufenberg vereint
- 1585: fällt das Gericht Lollar ganz an die Landgrafschaft Hessen
- ab 1604: Heiliges Römisches Reich, Landgrafschaft Hessen-Darmstadt, Oberfürstentum Hessen, Oberamt Gießen (ab 1789), Gericht Lollar
- ab 1806: Großherzogtum Hessen,[Anm. 2] Fürstentum Oberhessen, Landamt Gießen, Gericht Lollar[3]
- ab 1815: Großherzogtum Hessen, Provinz Oberhessen, Landamt Gießen,[4] Gericht Lollar
- ab 1821: Großherzogtum Hessen, Provinz Oberhessen, Landratsbezirk Gießen
- (siehe weiter Ruttershausen)

## Sehenswürdigkeiten
- Die Evangelische Kirche Kirchberg ist eine kunsthistorisch bedeutsame spätgotische Hallenkirche.[5]